# Ian McLeod (arbitre)
Pour les articles homonymes, voir Ian McLeod et McLeod.
Ian McLeod (né le 5 mars 1954 et mort le 26 octobre 2017) est un arbitre sud-africain de football, international de 1993 à 1999.
Il travaille ensuite au sein de la COSAFA, ainsi qu'au sein de la fédération sud-africaine de football.

## Carrière
Ian McLeod a officié dans des compétitions majeures : 
- CAN 1996 (1 match)
- Coupe du monde de football des moins de 17 ans 1997 (3 matchs)
- Coupe des confédérations 1997 (2 matchs)
- CAN 1998 (2 matchs)
- Coupe du monde de football de 1998 (1 match)
- Directeur Crawford Pretoria jusqu'en 2017